# Нойбергер, Вилли
Вилли Нойбергер (нем. Willi Neuberger; род. 15 апреля 1946, Клингенберг-ам-Майн) — западногерманский футболист, защитник.

## Карьера

### Клубная карьера
Во взрослом футболе дебютировал в 1966 году в составе клуба «Боруссия», за который играл на протяжении пяти сезонов, приняв участие в 148 матчах.
С 1971 по 1975 год выступал за клубы «Вердер и «Вупперталь», но ни в одном из них надолго не задерживался.
В 1975 году перешёл в клуб «Айнтрахт», в котором провёл восемь сезонов. В составе клуба Нойбергер стал обладателем Кубка УЕФА. Завершил карьеру футболиста в 1983 году.

### Карьера в сборной
В 1968 году дебютировал в официальных матчах в составе национальной сборной ФРГ. Всего в составе сборной принял участие в двух матчах.

## Достижения
«Айнтрахт»
- Обладатель Кубка Германии: 1974/75, 1980/81
- Обладатель Кубка УЕФА: 1979/80